# Мари Хил (Кентаки)
Мари Хил (енгл. Murray Hill) град је у америчкој савезној држави Кентаки.

## Демографија
По попису из 2010. године број становника је 582, што је 34 (-5,5%) становника мање него 2000. године.
| Група             | 2000.       | 2010.       |
| Белци             | 570 (92,5%) | 558 (95,9%) |
| Афроамериканци    | 18 (2,9%)   | 9 (1,5%)    |
| Азијати           | 16 (2,6%)   | 8 (1,4%)    |
| Хиспаноамериканци | 2 (0,3%)    | 4 (0,7%)    |
| Укупно            | 616         | 582         |